# داني أيالون

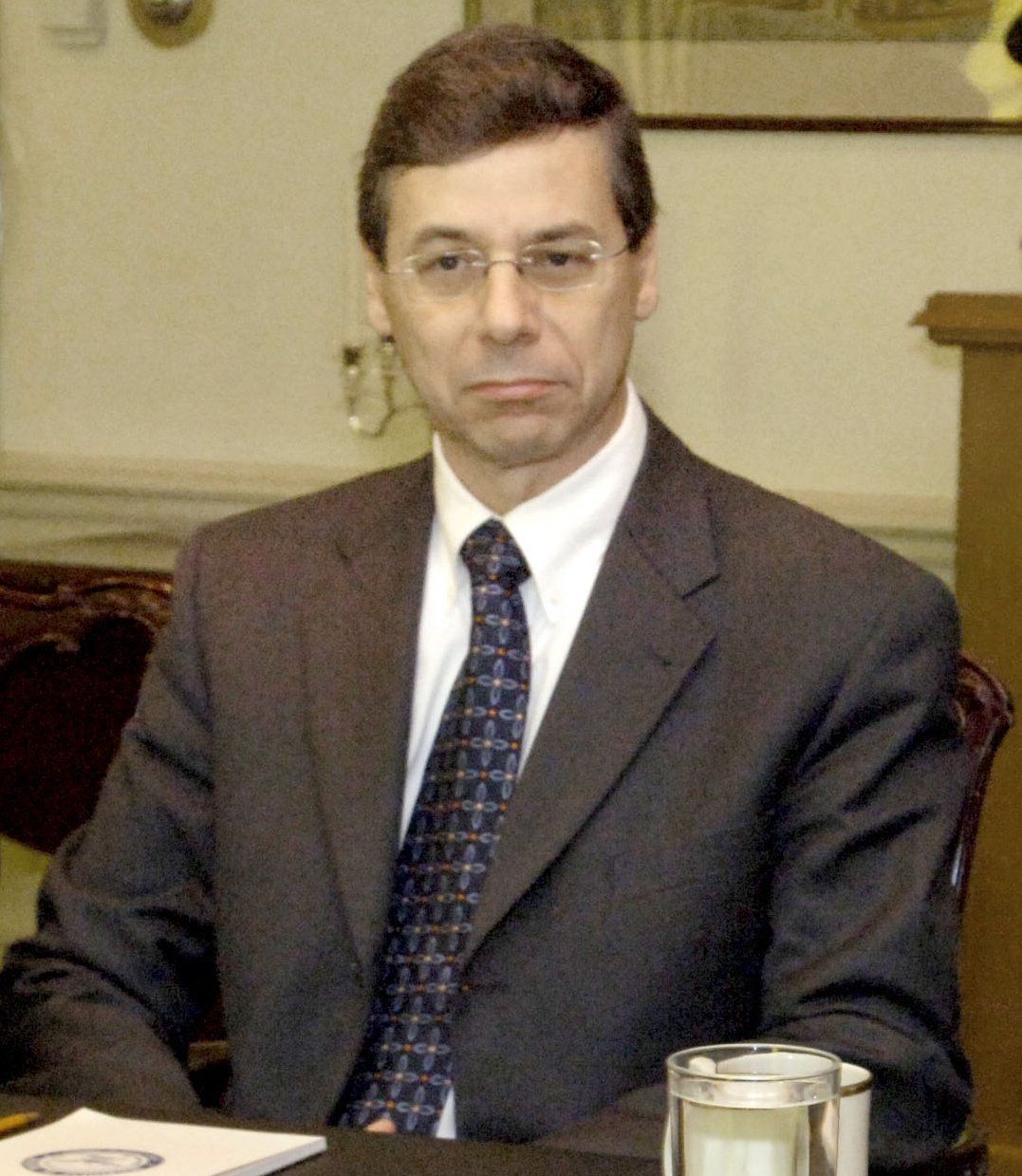
داني أيالون

دانيال «داني» أيالون (بالعبرية: דניאל "דני" אילון ، و. 17 ديسمبر 1955)، هو سياسي إسرائيلي ونائب وزير الخارجية وعضو في الكنيست عن حزب إسرائيل بيتنا. وهو سفير إسرائيل السابق في الولايات المتحدة من 2002 حتى 2006.

## حياته وعمله
ولد أيالون في تل أبيب عام 1955. والده من يهود الجزائر وامه من يهود بولندا حصل على شهادة في الاقتصاد من جامعة تل أبيب وعلى الماجستير من جامعة بولينغ غرين ستيت في أوهايو بالولايات المتحدة. عين سفير في الولايات المتحدة عام 2002 في حكومة رئيس الوزراء الإسرائيلي آريل شارون. قبل توليه المنصب، عمل نائب مستشار السياسة الخارجية، ثم مستشار السياسة الخارجية لرئيس الوزراء آريل شارون، وخلال تلك الفترة كان عضو وفود إسرائيل في شرم الشيخ (1997)، قمم واير ريڤر (1998) وكامب ديڤد (2000). عمل في نيويورك من 1993-1997 كمدير مكتب السفير الإسرائيلي في الأمم المتحدة ونائب رئيس البعثة في بنما من 1991-1992.